# Euplectes psammacromius
El obispo montano (Euplectes psammacromius) es una especie de ave paseriforme de la familia Ploceidae endémica de las montañas del sureste de África.

## Descripción
Como los demás obispos presenta un marcado dimorfismo sexual durante la época de cría. En la época reproductiva el plumaje del macho se vuelve negro, salvo unas manchas de color amarillo intenso en los hombros. Su plumaje nupcial incluye unas larguísimas plumas en la cola también negras. Fuera de la época de cría ambos sexos tienen una apariencia similar, plumaje irregularmente manchado en el que se entremezcle negro y marrón claro, con una pequeña mancha amarilla en los hombros en el caso de los machos.

## Distribución y África
Se encuentra únicamente en los herbazales de las montañas al norte del lago Malaui, en el sur de la región de los Grandes Lagos de África, distribuido por el noreste de Zambia, norte de Malaui y el sureste de Tanzania.

## Comportamiento
Los machos defienden sus territorios por la mañana tras la salida del sol, y al atardecer antes de la puesta del sol.